# General
General és un oficial d'alt grau militar. El terme (o equivalent) és usat per gairebé tots els països del món. General pot referir-se tant al terme genèric per a tots els graus d'oficial general, o pot referir-se a un únic grau. Els oficials generals equivalen als almiralls a les marines de guerra. Els diversos graus d'oficial general estan al capdamunt de l'estructura de grau. Els oficials inferiors són coneguts com a oficials de camp i, els de menor graduació encara, són coneguts com a oficials amb grau de companyia. Tots els oficials que comanden més d'un simple regiment (el nivell d'unitat més significatiu) són coneguts com a oficials generals. En alguns països el màxim grau del generalat és conegut com a Mariscal de Camp o, simplement, Mariscal.
Hi ha dos sistemes clàssics de nomenar als generals, el "sistema Vell Europeu" i el "sistema Revolucionari Francès", que anomena als graus d'acord amb la unitat que, teòricament, comanden:
| Codi OTAN | sistema Vell Europeu                  | sistema Revolucionari Francès |
| --------- | ------------------------------------- | ----------------------------- |
| OF-10     | Mariscal de Camp o Capità General     | Mariscal de França            |
| OF-9      | General, Coronel General              | General d'Exèrcit             |
| OF-8      | Tinent General                        | General de Cos d'Exèrcit      |
| OF-7      | Sergent Major General o Major General | General de Divisió            |
| OF-6      | Brigadier o Brigadier General         | General de Brigada            |

## Etimologia i història
El terme "general" resulta d'una substantivació que es remunta a finals del segle XVI de l'adjectiu general utilitzat per caracteritzar el paper d'un oficial militar, com el capità general i el tinent general. El general és, per tant, el cap militar al capdavant de la jerarquia. El terme s'utilitza habitualment per referir-se a caps militars de diferents èpoques i societats, incloent-hi aquelles en què no existeix el concepte d'oficial militar, com ara l'exèrcit romà o els exèrcits grecs de l'antiguitat.

## El grau específic de general
Al sistema Vell Europeu, un General, sense prefix ni sufix (i de vegades referit com a general complert) és habitualment el màxim grau de general, per damunt de tinent general i directament per sota de mariscal de camp. Habitualment és el màxim grau en temps de pau, amb els graus superiors (com el de Mariscal de Camp) només destinats a usar-se en temps de guerra o de manera honorífica.
No obstant això, el grau de Capità General, General d'Exèrcit o Coronel General poden ocupar aquesta posició en alguns exèrcits. Segons les circumstàncies i l'exèrcit en qüestió, aquests graus poden ser considerats com a equivalents a un General Complert o a un Mariscal de Camp.
El grau de General vingué de Capità General, el capità d'un exèrcit en general. El grau de Capità General començà a aparèixer cap al segle xvii, quan els exèrcits professionals s'organitzen; i en molts països, el nom Capità General es va contraure a simplement General.

### graus de general per països
- General (Austràlia)

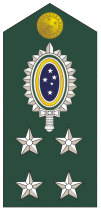
General-de-Exército (Brasil)
- General (Canadà)
- Shang Jiang (Xina)
- Kindral (Estònia)
- Général d'armée (França)
- General (Alemanya)
- Obergruppenführer (Tercer Reich, grau de les SS)
- Strategos (Grècia)
- Aluf (Israel)
- Generale (Itàlia)
- [[Rikushō[5]]] (Japó)
- Daejang (Corea)
- Generał (Polònia)
- General (Mèxic)
- General de l'Exèrcit (Rússia)
- General (Sri Lanka)
- General (Suècia)
- General (Suïssa)
- General (Regne Unit)
General (Estats Units)
General de ejército (Xile)
Général d'armée (França)
Strategos (Grècia)
Generale (Itàlia)
Rikushō (Força Terrestre d'Autodefensa del Japó)
Generaal (Països Baixos)
General (Regne Unit)
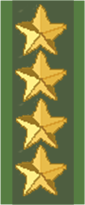
General (Suècia)
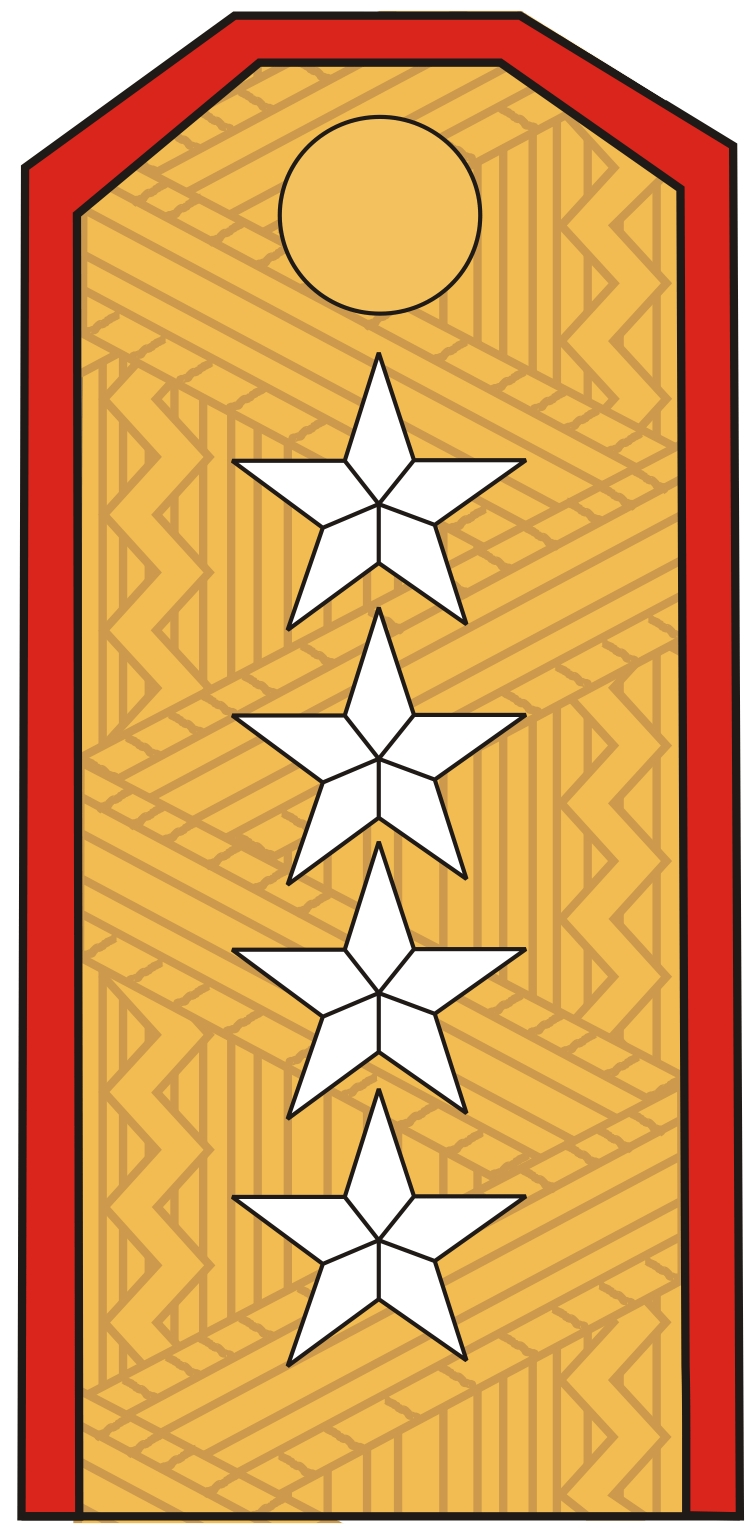
General d'Exèrcit (Unió Soviètica)
General de ejército (Xile)

- General-de-Exército (Brasil)
- General (Estats Units)
- General (Finlàndia)
- Général d'armée (França)
- Strategos (Grècia)
- Generale (Itàlia)
- Rikushō[5] (Força Terrestre d'Autodefensa del Japó)
- Generaal (Països Baixos)
- General (Regne Unit)
- General (Suècia)
- General d'Exèrcit (Unió Soviètica)
- General de ejército (Xile)

## Generals famosos
| - Alexandre Magne - Publi Corneli Escipió Africà Major - Hanníbal Barca - Juli Cèsar - Genguis Kan - Saladí - Eduard III d'Anglaterra - Enric V d'Anglaterra - Gonzalo Fernández de Córdoba - Gustau II Adolf de Suècia - Enric de La Tour d'Auvergne, Vescomte de Turenne - John Churchill, duc de Malborough - Frederic el Gran - George Washington - Napoleó Bonaparte - Aleksandr Suvórov | - Arthur Wellesley, primer Duc de Wellington - Robert Lee - Helmuth von Moltke - Paul von Hindenburg - Erich Lunderdorff - Edmund Allenby, primer Vescomte Allenby - Tomoyuki Yamashita - Erwin Rommel - Erich von Manstein - George Patton - Bernard Law Montgomery - William Slim - Gueorgui Júkov - Douglas MacArthur - Moixé Dayan - Norman Schwarzkopf |